# Brwinów
Brwinów je město v Polsku v Mazovském vojvodství v okrese Pruszków, ležící přibližně 25 km od centra Varšavy. Město je součástí varšavské aglomerace. V roce 2024 zde žilo 14 589 obyvatel.
Místní obchodní středisko; drobný průmysl mj. nábytkářský. Fakulta zootechniky Vysoké školy zemědělské ve Varšavě byla v roce 2002 přenesena zpět do Varšavy. Zrušené bylo Sdružení zemědělsko-ekonomických škol.
Městem vede železniční trať Varšava – Katovice a dvě vojvodské silnice: vojvodská silnice č. 720 (Błonie – Nadarzyn) a vojvodská silnice č. 719 (Varšava – Żyrardów).

## Poloha
Město Brwinów leží v gmině Brwinów. Do roku 1954 patřil Brwinów do gminy Helenów a v letech 1927–1949 také do gminy Letnisko-Brwinów. V letech 1975-1998 město administrativně náleželo do Varšavského vojvodství.
Město leží na Łowiczsko-błoňské planině.

## Historie

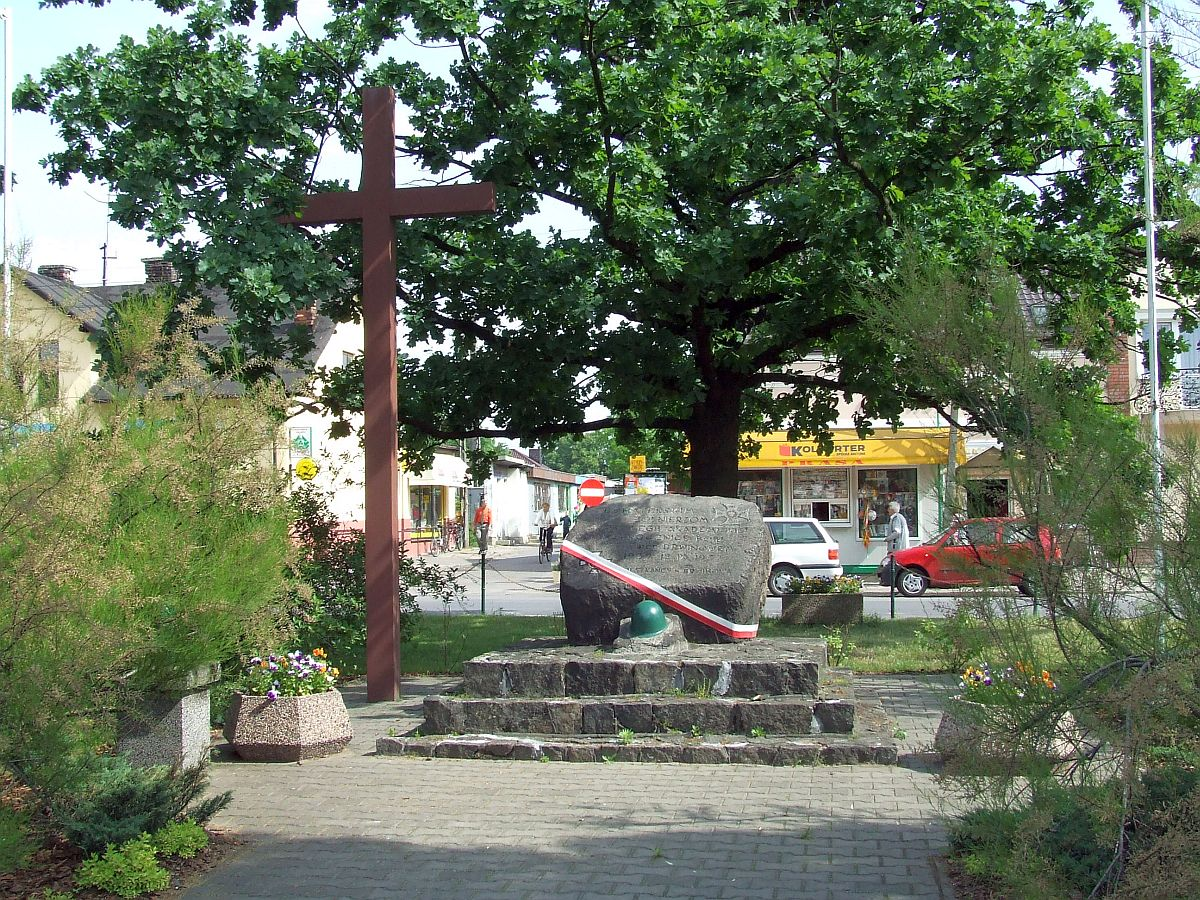
Pomník na náměstí připomínající bitvu pod Brwinówem

Na místě současného Brwinowa žili lidé již okolo roku 8000 př. n. l. Byly zde nalezeny stopy jednoho z největších center hutnictví v tehdejší Evropě, opírající se o značné zásoby rudy.
Název „Brwinów“ se vyskytuje již v 15. století. V roce 1406 se objevuje jako „Brwinowo“, v roce 1429 jako „Brwynowo“. Podle historiků se za jménem města skrývá staropolské slovo „birzwo“ – prkno, laťka, trám, dřevo, lávka. Podle etymologie opřené o místní tradici by se měl název odvozovat od vyjádření „borowy nów“.
Nejstarší zmínka o Brwinówě pochází z roku 1406. Poznaňský biskup, zvolený téhož roku, připomíná mezi jinými vesnici „Brwinowo“. V 18. a 19. století se tu křížily dvě cesty: tzv. královská cesta vedoucí z Varšavy do Piotrkowa Trybunalského, místa shromáždění šlechticů, a místní cesta z hlavního města do Grodziska Mazowieckého.
Dne 14. června 1845 projel Brwinówem první vlak Varšavsko-vídeňské dráhy. Rozvoj železnice se stal mezníkem v dějinách Brwinowa jak ekonomicky tak společensky. V letech před 1. světovou válkou měl Brwinów více než 2000 obyvatel. V roce 1927 získal Brwinów status letoviska. Vytvořila se místní správa a byl jmenován zástupce starosty (wójt). V roce 1929 hostil Brwinów polského prezidenta Ignacy Moścického. Městečko se rozvíjelo, stavěly se vily a rezidence. Usadili se tu mj. Jarosław Iwaszkiewicz, Zygmunt Bartkiewicz, Stefan Kiedrzyński.
V září roku 1939 se u Brwinowa odehrála bitva 36. pluku pěchoty Akademické legie s německými vojsky. Díky této bitvě byl pozdržen postup Němců na Varšavu.
Městská práva získal Brwinów v roce 1950.

## Starostové
- 1990–1998 – Jan Witkowski
- 1998–2002 – Maciej Nowicki
- 2002–2010 – Andrzej Guzik
- Od voleb do obecního zastupitelstva v 2010 – Arkadiusz Kosiński[4]

## Památky

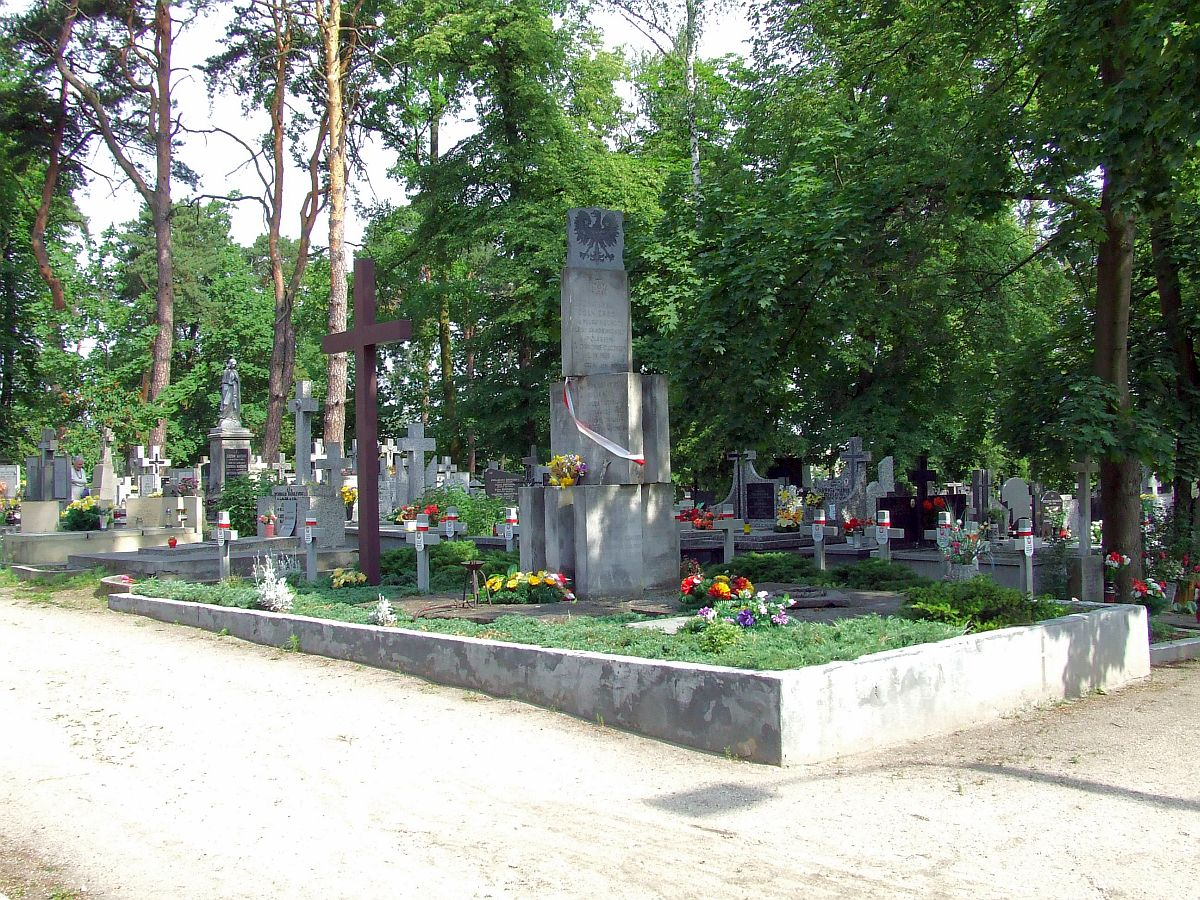
Hrob vojáků „Září 1939“ na hřbitově

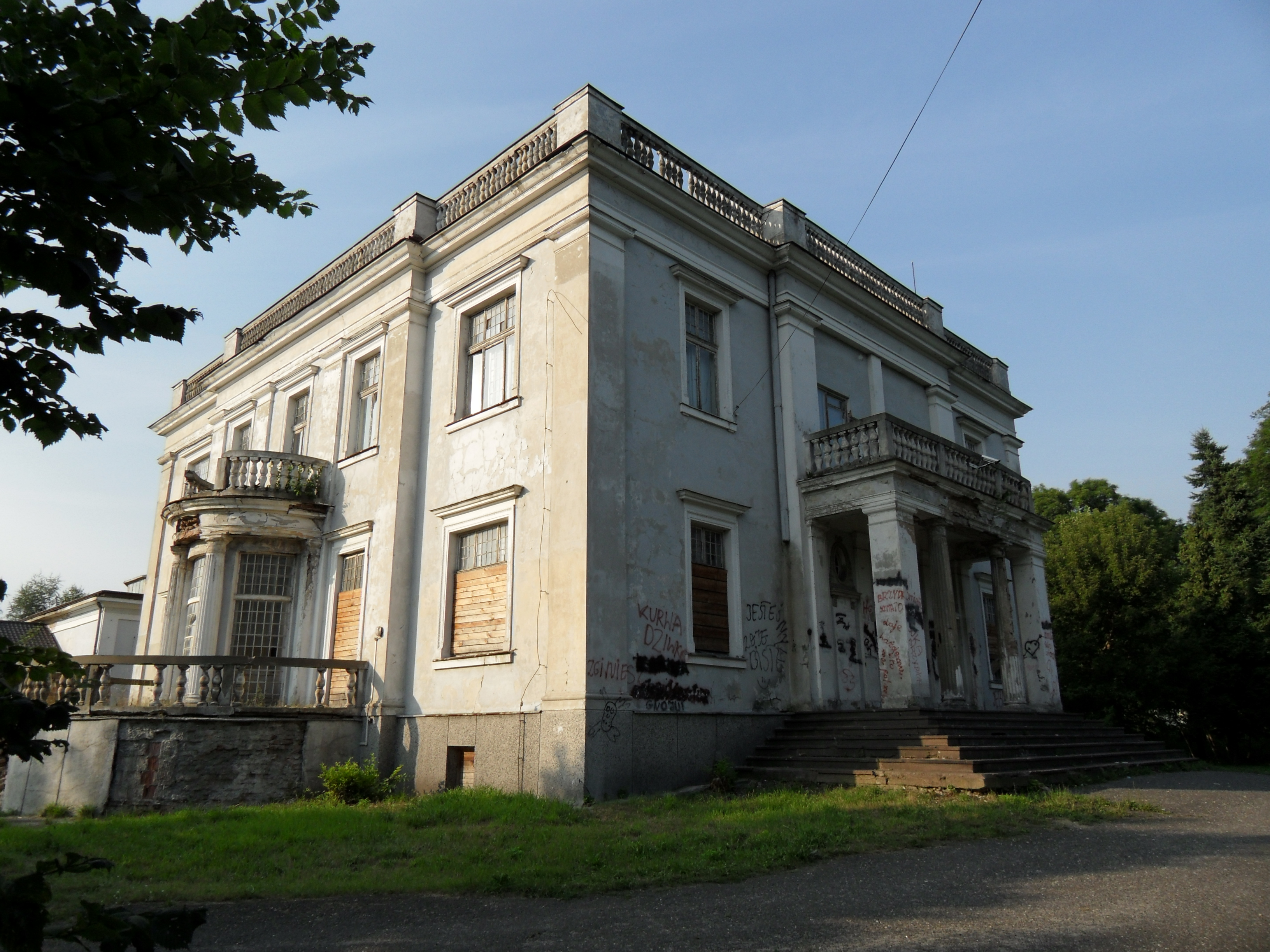
Palác Wierusz-Kowalskich

Charakteristickým rysem města Brwinów je vilová a palácová zástavba pocházející z přelomu 19. a 20. století a meziválečných let.
Zde je seznam nejdůležitějších památek:
- Vila „Chałupka“ (v překladu chaloupka) (1898) na ulici Batorego, podle projektu Oskara Sosnowskiego
- Vila „Janina“ (1909–11) na křižovatce ulic Leśna a Słoneczna.
- Šlechtický vesnický dům „Zagroda“ (v překladu Zahrada) (1905) na ulici Grodziska. Dříve tu bydlel spisovatel Zygmunt Bartkiewicz. Dnes tu sídlí Sdružení přátel Brwinowa.
- Šlechtický vesnický dům Wernerów (1914) na ulici Słoneczna. Nachází se zde tabulka připomínající ukrytí radia profesorem Wacławem Wernerem během hitlerovské okupace.
- Dům „Pod Wiatrakiem“ (1912) na ulici Żwirowa, podle projektu Oskara Sosnowskiego
- Zámeček rodiny Tobołków (1927) při vstupu do městského parku. V tomto domu sídlilo v letech 1939–1944 gestapo.
- Dům „Amerykanka“ (v překladu Američanka) (1925) na náměstí, v současnosti jsou tam obchody.
- Zámeček rodiny Wierusz-Kowalských (1909) na ulici Dworské, vedle městského parku, podle projektu Stanisława Grochowicze. Dříve patřil Hlavní škole venkovského hospodářství (Szkoła Główna Gospodarstwa Wiejskiego), v současnosti je zničený.
- Budova lékárny (1911) na ulici Grodziska.

Na hřbitově v Brwinówě se nacházejí mj. hroby Anny a Jarosława Iwaszkiewiczů, herce Wacława Kowalskeho, archeologa a egyptologa Kazimierza Michałowskeho a historika Jaremy Maciszewskeho.

## Náboženství
Mezi církevní památky patří kaplička na brwinówském hřbitově z poloviny 19. století.
V Brwinówě sídlí farnost sv. Floriana. Na náměstí se nachází kostel sv. Floriana, jehož stavba začala v roce 1927 a který zůstal vysvěcen 13. června 1967 primasem Stefanem Wyszyńským. Kostel byl postaven na místě předchozího dřevěného kostela. První zmínka o farnosti sv. Floriana pochází z roku 1423. Od roku 1993 je Brwinów sídlem brwinówského děkanství.
V Brwinówě je činná skupina Adventistů sedmého dne.

## Osoby spojené s Brwinówem

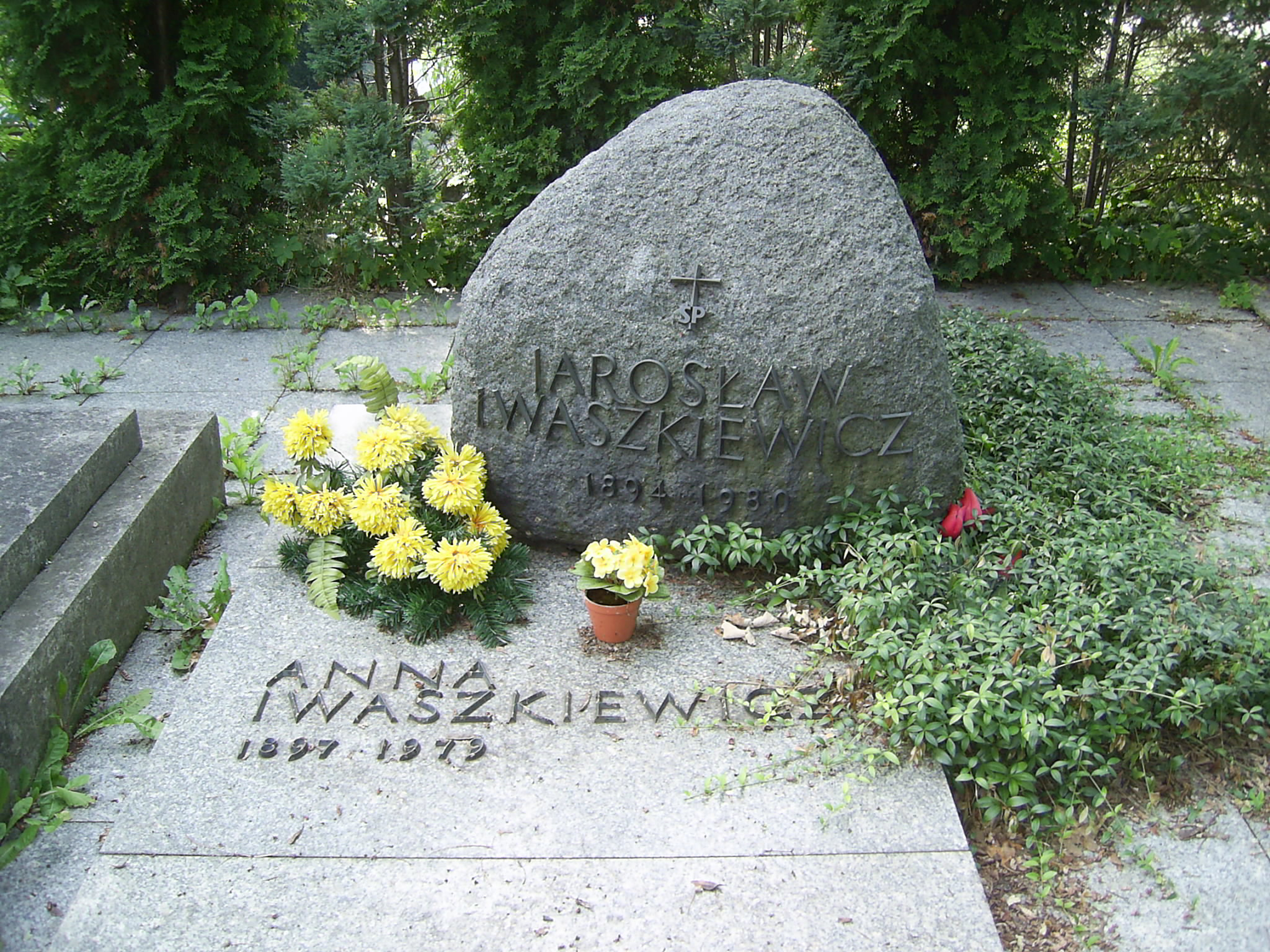
Hrob Anny a Jarosława Iwaszkiewiczů na hřbitově v Brwinowě

- Leszek Bugajski, literární kritik, redaktor „Tvořivosti“ a kulturního okénka v „Newsweeku Polsko“
- Tomasz Burek, historik a literární vědec zabývající se současnou literaturou
- Leszek Engelking, básník, novelista, literární kritik, překladatel (mj. Vladimíra Nabokova)
- Henryk Waniek, umělec malíř
- Wacław Kowalski, polský herec
- Bolesław Hryniewiecki, přírodovědec
- Jerzy Hryniewiecki, architekt
- Roman Kurkiewicz, novinář a publicista
- Anna Lisowska-Niepokólczycka, spisovatelka, autorka rozhlasových her
- Wacław Niepokólczycki, překladatel
- Jarosław Iwaszkiewicz, spisovatel, básník
- Radosław Pazura, polský herec
- Wacław Werner, fyzik, lektor varšavské Polytechniky
- Paweł Milcarek, publicista, ředitel 2. programu Polského rádia.

Od roku 2006 je v Brwinówě uchováván literární archiv spisovatele, novináře a reportéra Lucjana Wolanowského (1920–2006).

## Družební obce
Okres Brwinów od roku 2003 udržuje přátelské vztahy s italskou obcí Torre Cajetani, a od roku 2008 také z obcí Trzebiatów v Západopomořanském vojvodství.